# Charles Villiers Stanford
Sir Charles Villiers Stanford (Dublino, 30 settembre 1852 – Londra, 29 marzo 1924) è stato un compositore e direttore d'orchestra irlandese.
Nato a Dublino da una famiglia benestante molto appassionata di musica, figlio di un cantante (basso) e di una pianista, Stanford si formò presso l'Università di Cambridge, studiando poi a Lipsia e Berlino.
Mentre era ancora studente, Stanford fu nominato organista del Trinity College di Cambridge. Nel 1882, all'età di 29 anni, fu uno dei fondatori del Royal College of Music, dove insegnò composizione per il resto della sua vita. Dal 1887 fu anche professore di musica all'Università di Cambridge. Esercitò un contributo determinante nel risollevare il prestigio della Cambridge University Musical Society, attirandovi personalità di fama internazionale.
Stanford basò il suo insegnamento principalmente su principi classici, esemplificati nella musica di Brahms, rimanendo scettico nei confronti delle tendenze modernistiche di inizio Novecento. Come direttore d'orchestra, Stanford diresse il Bach Choir e il festival triennale di musica classica di Leeds.
Stanford compose molta musica orchestrale, tra cui sette sinfonie, ma i suoi lavori più apprezzati furono quelli di musica sacra corale, principalmente le messe (di liturgia anglicana). Compose anche nove opere liriche, nessuna delle quali si è affermata nel repertorio consueto.
Alcuni critici considerarono Stanford, insieme a Charles Parry e ad Alexander Campbell Mackenzie, come uno dei principali artefici della rinascita della musica dalle isole britanniche. Tuttavia, dopo il successo incontrato nell'ultimo ventennio dell'Ottocento, la sua fama fu offuscata nel Novecento da quella di Edward Elgar e di alcuni dei suoi stessi allievi, come Gustav Holst e Ralph Vaughan Williams.

## Biografia

### Primi anni

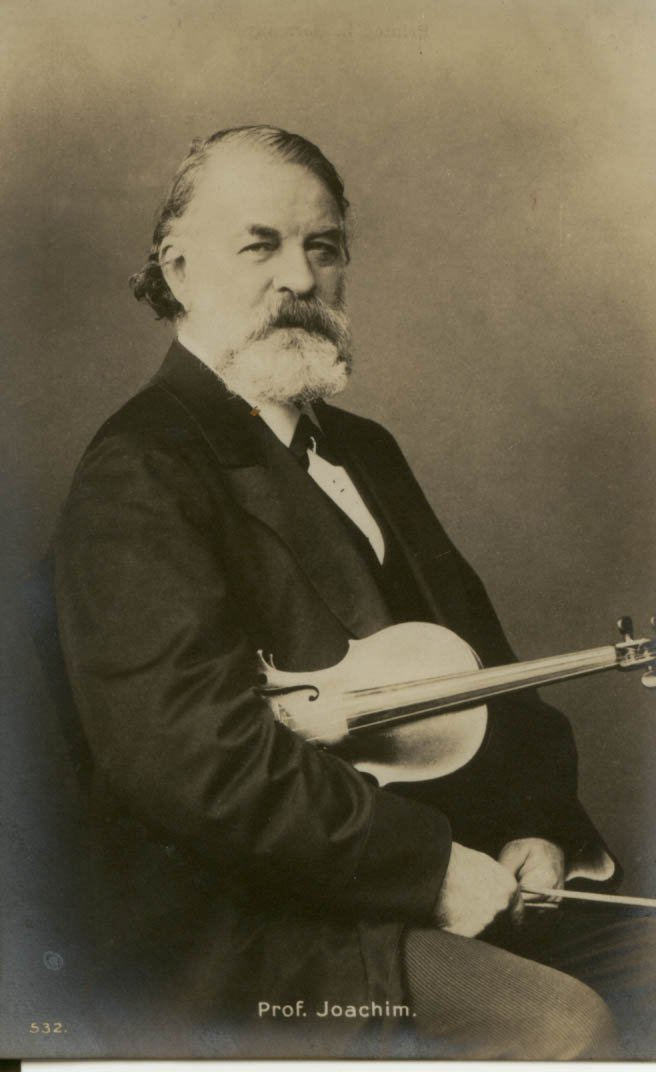
Joseph Joachim

Stanford nacque a Dublino, unico figlio di John James Stanford e della sua seconda moglie, Mary, nata Henn. John Stanford era un importante avvocato di Dublino, Esaminatore alla Corte di Giustizia del Lord Cancelliere in Irlanda e Impiegato della Corona per la Contea del Meath. Sua moglie era la terza figlia di William Henn, Presidente dell'Alta Corte del Lord Cancelliere. Entrambi i genitori erano abili musicisti amatoriali; John Stanford era violoncellista e cantante basso di discreta abilità, tanto che fu scelto per interpretare il ruolo di protagonista nella prima irlandese dell'Elijah di Mendelssohn, nel 1847. Stanford scrisse che la voce di suo padre aveva «un'estensione dal Fa alto al Do basso (…) una delle migliori che abbia mai sentito nella qualità e nello stile. Egli studiò con Domenico Crivelli e a Parigi, parlava italiano come un madrelingua e, in più di un aspetto, assomigliava (nell'opinione dei più competenti a giudicare) al suo semi-concittadino Luigi Lablache (…) le sue capacità di interpretazione spaziavano dagli oratori ai buffi più frettolosi, che egli eseguiva velocemente colla facilità e la fluenza di un italiano». Mary Stanford era una pianista dilettante che si esibì anche come solista a Dublino.
Al giovane Stanford fu impartita un'educazione convenzionale concentrata sui classici in una famosa scuola privata di Dublino retta da Henry Tilney Bassett. I genitori di Stanford incoraggiarono il precoce talento musicale del ragazzo, sottoponendolo a una serie di maestri di violino, pianoforte, organo e composizione. Tre dei suoi insegnanti erano stati allievi di Ignaz Moscheles, inclusa la sua madrina Elizabeth Meeke, di cui Stanford ricordava: «Essa mi insegnò, prima che avessi dodici anni, a leggere a vista … Mi faceva suonare ogni giorno, alla fine della mia lezione, una mazurka di Chopin, senza mai lasciarmi fermare per un errore … Dopo che ebbi suonato tutte le cinquantadue mazurke, io potevo leggere la maggior parte della musica del calibro che le mie dita potevano suonare con facilità». Una delle prime composizioni del giovane Stanford, una marcia in Re bemolle maggiore, scritta quando aveva otto anni, fu eseguita nella pantomima al teatro reale di Dublino tre anni dopo. All'età di sette anni Stanford diede un recital di pianoforte per un pubblico di invitati, suonando composizioni di Beethoven, Händel, Mendelssohn, Moscheles, Mozart e Bach. Un suo brano vocale ha ricevuto una positiva accoglienza dalla Società Corale dell'Università di Dublino.

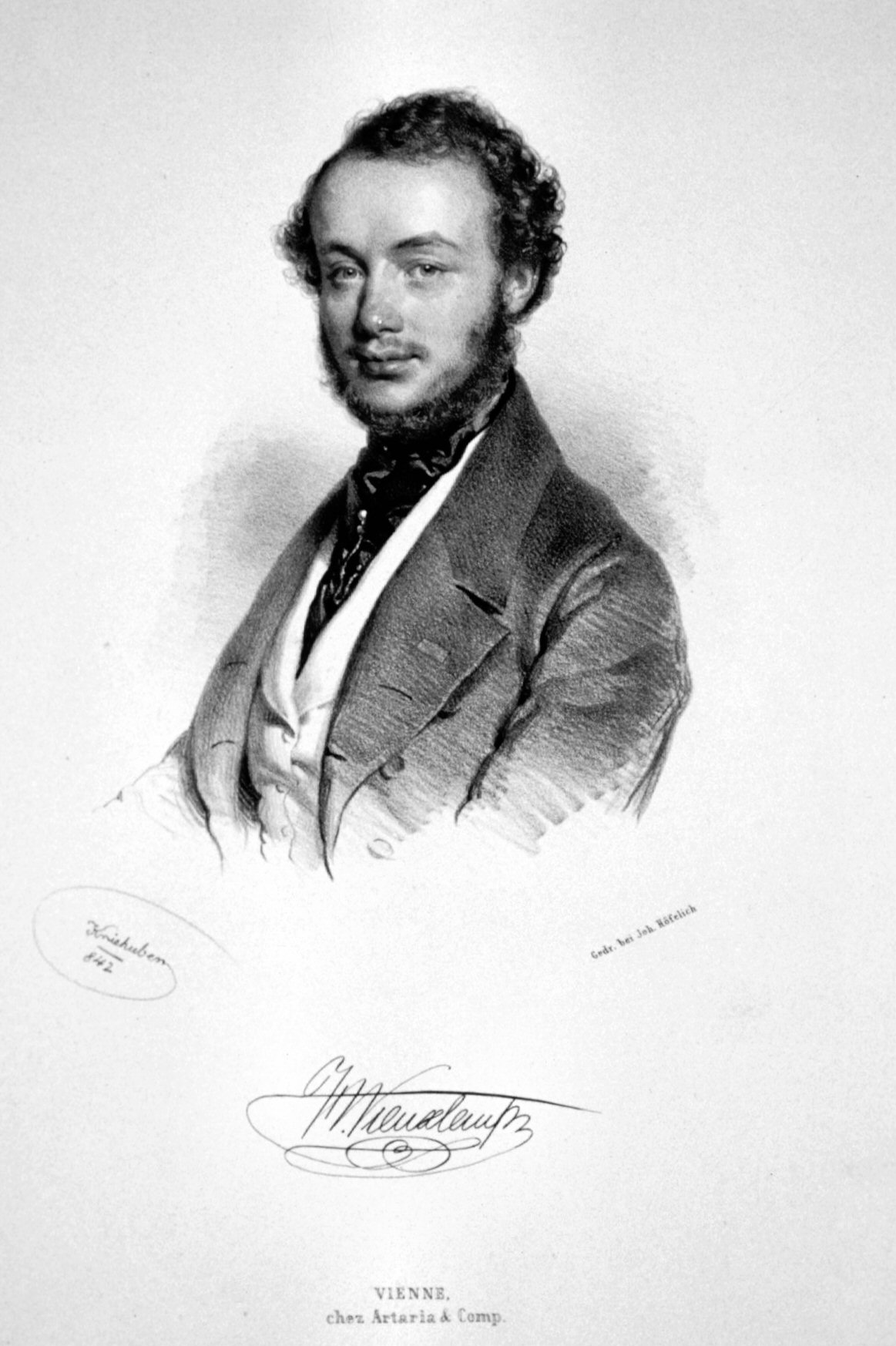
Henri Vieuxtemps

Negli anni 1860 a Dublino si esibirono alcuni concertisti di fama internazionale, e Stanford poté ascoltare Joseph Joachim, Henri Vieuxtemps e Adelina Patti. La visita annuale dell'Italian Opera Company di Londra, diretta da Giulia Grisi, Giovanni Matteo De Candia e, più tardi, Thérèse Tietjens, diede a Stanford una passione per l'opera che non scemò per tutta la vita. Nelle sue memorie, Stanford elencò le opere che aveva sentito interpretare dalla Compagnia a Dublino: Le nozze di Figaro, Il flauto magico, Fidelio, Il barbiere di Siviglia, Les deux journées, Roberto il diavolo, Gli ugonotti, Il franco cacciatore, Oberon, La figlia del reggimento, Lucrezia Borgia, La traviata, Rigoletto, Hamlet, Faust e Mireille. Quando ebbe dieci anni, i suoi genitori lo portarono a trascorrere l'estate a Londra, dove stette con lo zio di sua madre a Mayfair. Mentre si trovava nella capitale, prese lezioni di composizione da Arthur O'Leary, e di pianoforte da Ernst Pauer, professore alla Royal Academy of Music (RAM). Nel frattempo, la sua madrina aveva lasciato l'Irlanda; così, al suo ritorno a Dublino, passò sotto la guida di Henrietta Flynn, un'altra ex allieva di Moscheles al Conservatorio di Lipsia, e più tardi di Robert Stewart, organista della Cattedrale di San Patrizio, come pure di un terzo allievo di Moscheles, Michael Quarry. Durante il suo secondo breve soggiorno a Londra, due anni dopo, incontrò il compositore Arthur Sullivan e il musicologo George Grove, che avranno in seguito un ruolo importante nella sua carriera.
John Stanford sperava che suo figlio l'avrebbe seguito nella professione legale, ma accettò la sua decisione di intraprendere la carriera musicale. Comunque stabilì che il figlio avrebbe avuto un'educazione universitaria convenzionale prima di continuare gli studi universitari all'estero. Stanford tentò senza successo di ottenere una borsa di studio per il Trinity Hall, a Cambridge, ma ottenne una borsa di studio per organo e, più tardi, una borsa di studio di indirizzo classico, al Queens' College. Quando arrivò a Cambridge aveva già scritto un sostanzioso numero di composizioni, compresa musica vocale, sia sacra sia profana, e lavori orchestrali (un rondò per violoncello e orchestra e un'ouverture da concerto).

### Cambridge

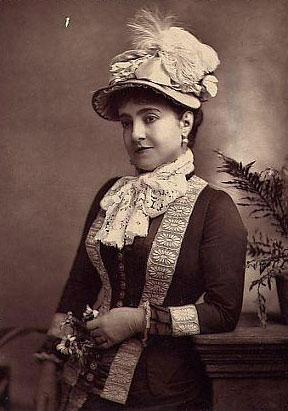
Adelina Patti

Stanford si immerse nella vita musicale dell'università, a detrimento dei suoi studi di latino e greco. Compose lavori vocali religiosi e profani, un concerto per pianoforte e musiche di scena per il lavoro di Longfellow A Spanish Student. Nel novembre 1870 apparve come solista di pianoforte colla Cambridge University Musical Society (CUMS) e presto divenne assistente direttore e membro della direzione. La società era decaduta in eccellenza dopo la sua fondazione, avvenuta nel 1843. Il suo coro consisteva soltanto di uomini e ragazzi; la mancanza di cantanti donne limitava seriamente i lavori che la società poteva presentare. Stanford non fu capace di convincere i membri ad ammettere delle donne, e così mise in atto quella che The Musical Times chiamò «una rivoluzione senza spargimento di sangue». Nel febbraio 1872 cofondò un coro misto, l'Amateur Vocal Guild, le cui rappresentazioni immediatamente misero in ombra quelle dei cantanti del CUMS. I membri del CUMS rapidamente cambiarono idea, e furono d'accordo sul mescolamento dei due cori, dando alle donne la condizione di socie della società.
Il direttore del coro unito era John Larkin Hopkins, che era anche organista del Trinity College. Egli si ammalò e cedette la direzione a Stanford nel 1873. Stanford fu nominato anche sostituto organista di Hopkins al Trinity College, e si trasferì da Queens' a Trinity nell'aprile 1873. Nell'estate di quell'anno Stanford fece il suo primo viaggio nell'Europa continentale: andò a Bonn per il Schumann Festival che si teneva là, dove incontrò Joachim e Brahms. Il suo crescente amore per la musica di Schumann e Brahms lo segnò come un classicista, in un'epoca in cui molti amanti di musica erano divisi tra i campi classici e moderni, gli ultimi rappresentati dalla musica di Liszt e Wagner. Stanford non era obbligato dalla moda ad appartenere a un campo o a un altro; egli ammirava immensamente I maestri cantori di Norimberga, sebbene fosse poco entusiasta di alcuni altri lavori di Wagner. Dopo aver lasciato Bonn, ritornò a casa, attraversando la Svizzera e poi Parigi, dove assisté a Le prophète di Meyerbeer.
La malattia di Hopkins si rivelò fatale, e dopo la sua morte le autorità del Trinity invitarono Stanford a diventare permanentemente organista del College. Egli accettò, colla condizione che egli doveva esser lasciato libero, ogni anno, per un periodo di studi musicali in Germania. I compagni del College decisero, il 21 febbraio 1874:
Due giorni dopo la sua nomina, Stanford presentò il suo ultimo esame per la laurea classica. Prese 65/66, e gli fu conferito un diploma universitario di terza classe.

### Lipsia

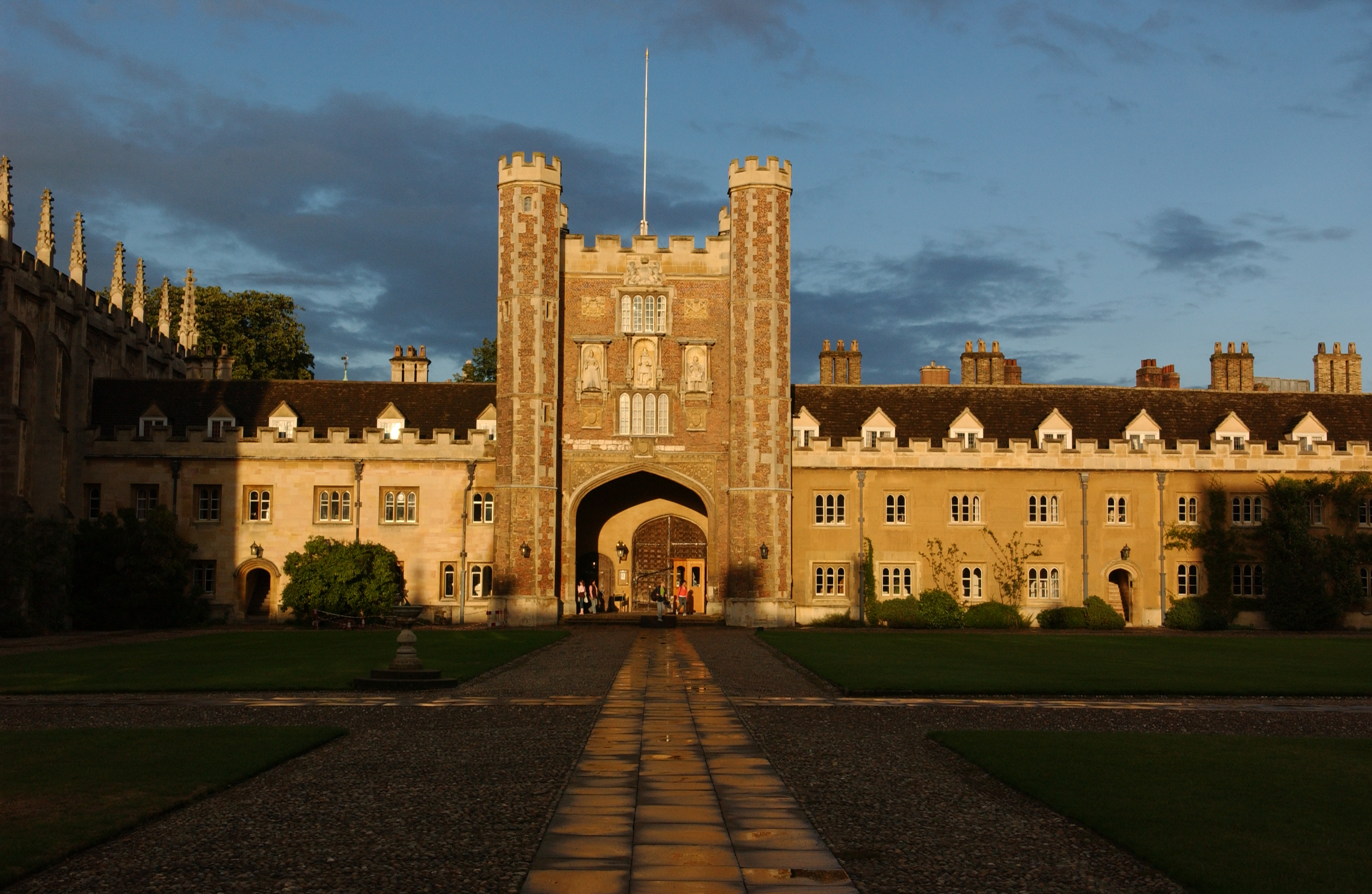
La Great Court del Trinity College

Su raccomandazione di Sir William Sterndale Bennett, ex professore di musica a Cambridge e ora direttore della Royal Academy of Music, Stanford andò a Lipsia nell'estate del 1874 per lezioni con Carl Reinecke, professore di composizione e pianoforte al Conservatorio di Lipsia. Il compositore Thomas Dunhill commentò che nel 1874 era «la fine dell'ascesa di Lipsia, quando le grandi tradizioni di Mendelssohn avevano già iniziato a svanire». Ciononostante, Stanford non pensava seriamente di studiare in qualsiasi altro posto. Né Dublino né Londra offrivano un'istruzione musicale paragonabile; la più prestigiosa scuola di musica britannica, la Royal Academy of Music (RAM), in quel tempo era retriva e reazionaria. Egli fu costernato di trovare a Lipsia che Bennett lo aveva raccomandato a un tedesco pedante, non più progressista degli insegnanti della RAM. Stanford disse di Reinecke: «Di tutti i musicisti secchi che ho mai conosciuto, era il più disseccato. Non aveva una buona parola per nessun compositore contemporaneo … detestava Wagner … derideva Brahms e non aveva entusiasmi di nessun tipo». Il biografo di Stanford, Paul Rodmell, propone che l'ultraconservatorismo di Reinecke possa esser stato inaspettatamente positivo per il suo allievo, perché "potrebbe aver incoraggiato Stanford a ribellarsi alle tracce dategli. Durante la sua permanenza a Lipsia prese lezioni di pianoforte da Robert Papperitz (1826-1903), organista alla Nikolaikirche, che egli trovò più utili.

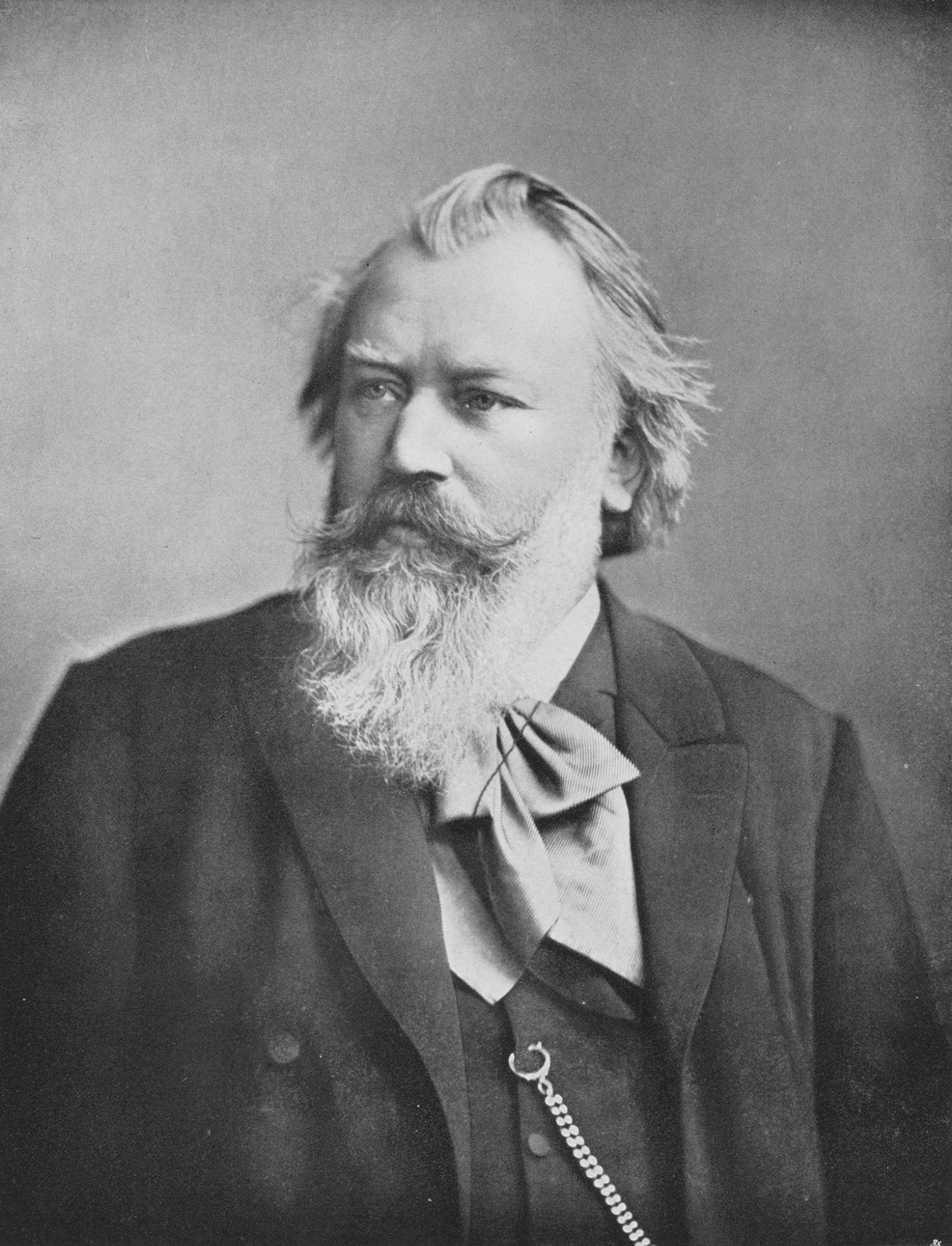
Johannes Brahms

Tra le composizioni di Stanford del 1874 ci fu un adattamento della prima parte del poema di Longfellow The Golden Legend. Egli intendeva adattare l'intero poema, ma rinunciò, sconfitto dai «numerosi ma sconnessi caratteri» di Longfellow. Rivedendo l'adattamento del poema fatto da Sullivan nel 1888, Stanford ammise la difficoltà di selezionare le parti importanti di quello che lui chiamava «un lungo e, bisogna ammetterlo, sconclusionato» poema, e applaudì gli sforzi del librettista di Sullivan, Joseph Bennett. Stanford ignorò questo e altri lavori giovanili quando assegnò i numeri d'opera nei suoi anni maturi. Le sue prime composizioni, nel suo catalogo ufficiale delle composizioni, sono una Suite per pianoforte in quattro movimenti e una Toccata per pianoforte, datate entrambe 1875.
Dopo un secondo soggiorno a Lipsia con Reinecke nel 1875, che non fu più produttivo del primo, a Stanford fu raccomandato da Joachim di studiare a Berlino l'anno seguente con Friedrich Kiel, che egli trovò «un insegnante sia simpatico sia capace … Imparai più da lui in tre mesi, che da tutti gli altri in tre anni».

### Ascesa

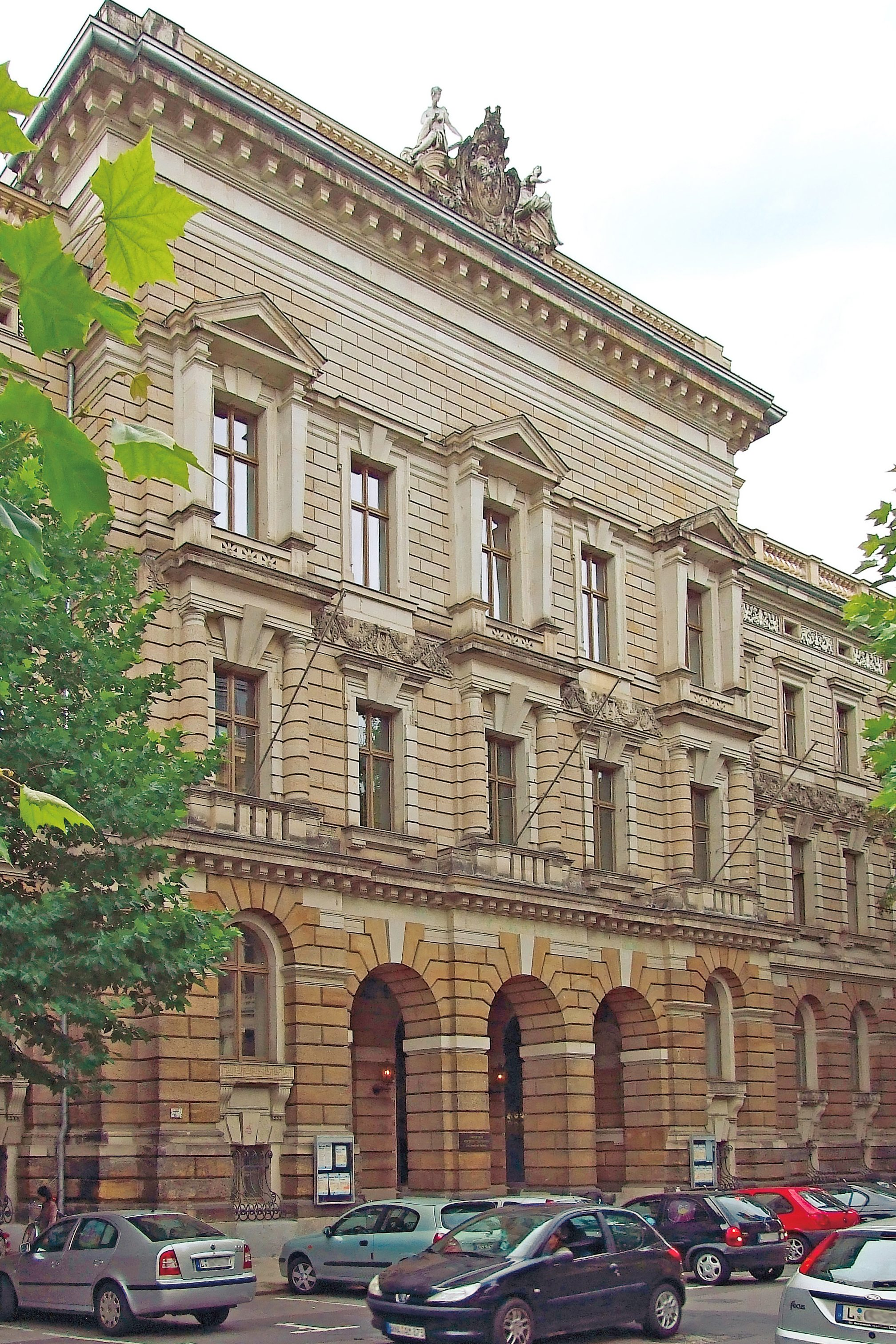
Il conservatorio di Lipsia

Ritornando a Cambridge negli intervalli tra i suoi soggiorni in Germania, Stanford aveva ripreso il suo lavoro come direttore d'orchestra del CUMS. Trovò la società in buona forma sotto il suo sostituto, Eaton Faning, e capace di affrontare nuovi lavori impegnativi. Nel 1876 la società presentò una delle prime esecuzioni in Britannia del Requiem di Brahms. Nel 1877 il CUMS venne all'attenzione nazionale quando presentò la prima esecuzione britannica della Prima sinfonia di Brahms.
Durante lo stesso periodo, Stanford stava diventando conosciuto come compositore. Stava componendo prolificamente, sebbene più tardi avesse ritirato alcuni dei suoi lavori di quegli anni, incluso un concerto per violino che, secondo Rodmell, soffriva per «materiale tematico mediocre». Nel 1875 la sua Prima sinfonia vinse il secondo premio in una gara per sinfonie di compositori britannici tenutasi all'Alexandra Palace, sebbene egli avesse da attendere ancora due anni per sentire quel lavoro eseguito. I due giudici erano Sir George Alexander Macfarren, professore di musica a Cambridge, e Joachim. Nello stesso anno Stanford diresse la prima esecuzione del suo oratorio The Resurrection, dato dal CUMS. Su richiesta di Alfred Tennyson, scrisse musica d'occasione per il dramma di Tennyson Queen Mary, rappresentato al Lyceum Theatre, a Londra, nell'aprile del 1876.
Nell'aprile del 1878, nonostante la disapprovazione del padre, Stanford sposò Jane Anna Maria Wetton, conosciuta come Jennie, una cantante che aveva conosciuto quando studiava a Lipsia. Ebbero una figlia, Geraldine Mary, nata nel 1883, e un figlio, Guy Desmond, nato nel 1885.

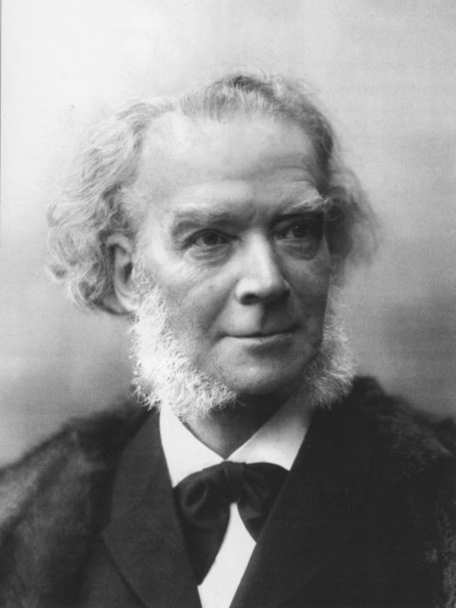
Carl Reinecke

Nel 1878 e 1879 Stanford lavorò alla sua prima opera, The Veiled Prophet, su un libretto del suo amico William Barclay Squire. Esso era basato su un poema di Thomas Moore, tra i cui personaggi vi erano una sacerdotessa vergine e un profeta mistico, e un complotto che culmina in un avvelenamento e in una pugnalata. Stanford offerse il lavoro all'impresario operistico Carl Rosa, che lo rifiutò, e gli propose di farlo rappresentare in Germania. «Il suo successo (sfortunatamente) avrà molte più possibilità qui se accettato all'estero». Riferendosi all'enorme popolarità delle opere comiche di Sullivan, Rosa aggiunse: «Se il lavoro fosse dello stile di H.M.S. Pinafore, sarebbe decisamente un'altra questione». Stanford aveva molto apprezzato Cox and Box di Sullivan, ma The Veiled Prophet si intendeva che fosse un lavoro serio, di alta drammaticità e romanticismo. Stanford aveva avuto molti contatti utili durante i suoi mesi in Germania, e il suo amico, il direttore d'orchestra Ernst Frank, fece eseguire il pezzo al Königliches Schauspiel di Hannover nel 1881. Recensendo la première per The Musical Times, l'amico di Stanford John Alexander Fuller Maitland scrisse: «Lo stile di strumentazione di Stanford … è costruito più o meno su quello di Schumann; mentre il suo stile di trattamento drammatico porta maggiore somiglianza a Meyerbeer che a quello di qualsiasi altro compositore». Il critico Nigel Burton, in uno studio del 1981 sulle opere di Stanford, boccia come "del tutto erronea" la supposizione di Fuller Maitland che il lavoro debba qualcosa a Meyerbeer. Altre recensioni erano incerte, e l'opera dovette attendere fino al 1893 per la sua prima esecuzione inglese. Stanford, nonostante ciò, continuò a cercare il successo nell'opera durante la sua carriera. Nel suo entusiasmo per l'opera, che durò tutta la vita, Stanford differiva sorprendentemente dal suo contemporaneo Hubert Parry, che fece solo un tentativo di comporre opere, per poi rinunciare al genere.
Nei primi anni 1880, Stanford stava diventando una figura importante sulla scena musicale britannica. I suoi unici rivali importanti erano Arthur Sullivan, Frederic Hymen Cowen, Charles Parry, Alexander Campbell Mackenzie e Arthur Goring Thomas. In quel periodo Sullivan era visto con sospetto nei circoli musicali magnanimi perché componeva opere comiche piuttosto che grand opéra; Cowen era visto più come direttore d'orchestra che come compositore, e gli altri tre, sebbene considerati promettenti, non avevano ancora lasciato un'impronta così chiara come aveva fatto Stanford. Stanford aiutò Parry in particolare a guadagnare riconoscimenti, commissionandogli musica d'occasione per una rappresentazione a Cambridge de Gli uccelli di Aristofane e una sinfonia (la Cambridge) per la società musicale. A Cambridge Stanford continuò a sollevare il prestigio del CUMS, come il suo, ottenendo visite di musicisti di rilievo internazionale, inclusi Joachim, Hans Richter, Alfredo Piatti ed Edward Dannreuther. La società attrasse ulteriore attenzione facendo prime esecuzioni di composizioni di Cowen, Parry, Mackenzie, Goring Thomas e altri. Stanford stava anche impressionando colla sua capacità di organista al Trinity, elevando gli standard musicali e componendo ciò che il suo biografo Jeremy Dibble chiama «musica da chiesa altamente distinta», incluso un Servizio in Si bemolle (1879), l'anthem The Lord Is My Shepherd (1886) e il mottetto Justorum animae (1888).

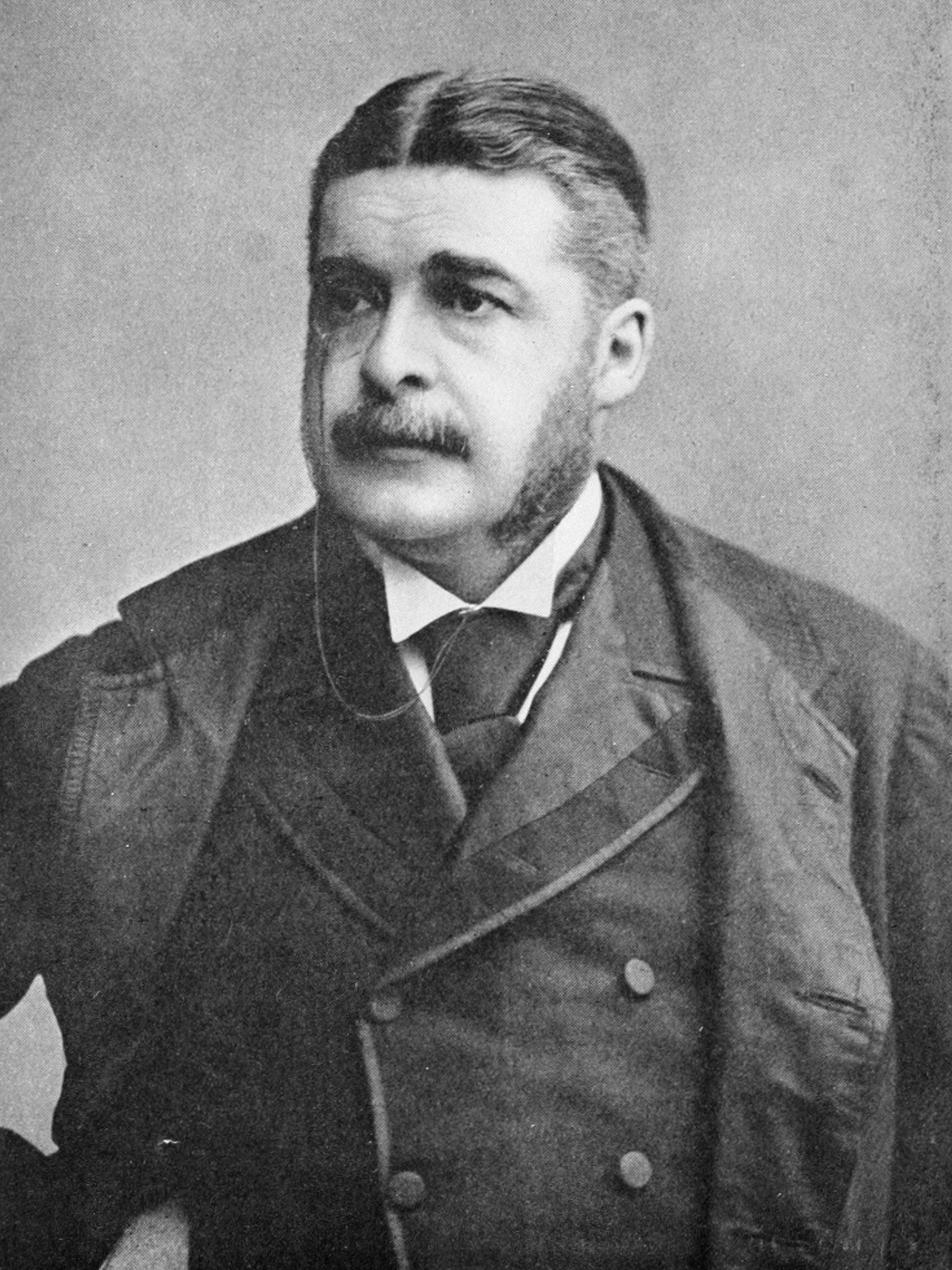
Arthur Sullivan

Nella prima metà degli anni 1880, Stanford collaborò con l'autore Gilbert Arthur à Beckett a due opere, Savonarola e The Canterbury Pilgrims. La prima fu ben ricevuta, alla sua prima esecuzione, ad Amburgo, nell'aprile 1884, ma fu aspramente criticata quando eseguita al Covent Garden nel luglio dello stesso anno. Parry commentò privatamente: «Sembra costruita molto male per la scena, concepita poveramente, e la scena, sebbene pulita e ben gestita, non è né impressionante né drammatica». La critica pubblica più severa era in The Theatre, il cui critico scrisse: «Il libretto di Savonarola è noioso, artificioso e, da un punto di vista drammatico, debole. Non è, comunque, così tremendamente seccante come la musica di cui è stato dotato. Savonarola è arrivata al punto di convincermi che l'opera è del tutto fuori dalla gamma [di Stanford] e che, prima abbandona la scena per la cattedrale, meglio sarà per la sua reputazione musicale». The Canterbury Pilgrims fu eseguita a Londra nell'aprile 1884, tre mesi prima che Savonarola fosse presentato al Covent Garden. Essa ebbe un'accoglienza migliore dell'altra, sebbene le recensioni facessero notare il debito di Stanford a Die Meistersinger, e si lamentassero di una mancanza di emozione nella musica d'amore. George Grove fu d'accordo coi critici, scrivendo a Parry: «La musica di Charlie contiene tutto tranne il sentimento. Amore no del tutto – io non ne sentii un briciolo … e credo che dovrebbe esserci più melodia. Sicuramente la melodia non è una cosa da evitare». Nel 1896 un critico scrisse che l'opera aveva «un tale libretto che sarebbe stato adatto per il fu Alfred Cellier. Lui probabilmente avrebbe fatto di esso una gradevole opera leggera inglese. Ma il dottor Stanford scelse di usarla per quelle teorie avanzate che noi sappiamo che sostiene, e ci diede una musica che ci farebbe pensare che Die Meistersinger fosse il suo modello. L'effetto della combinazione non è felice».

### Professore

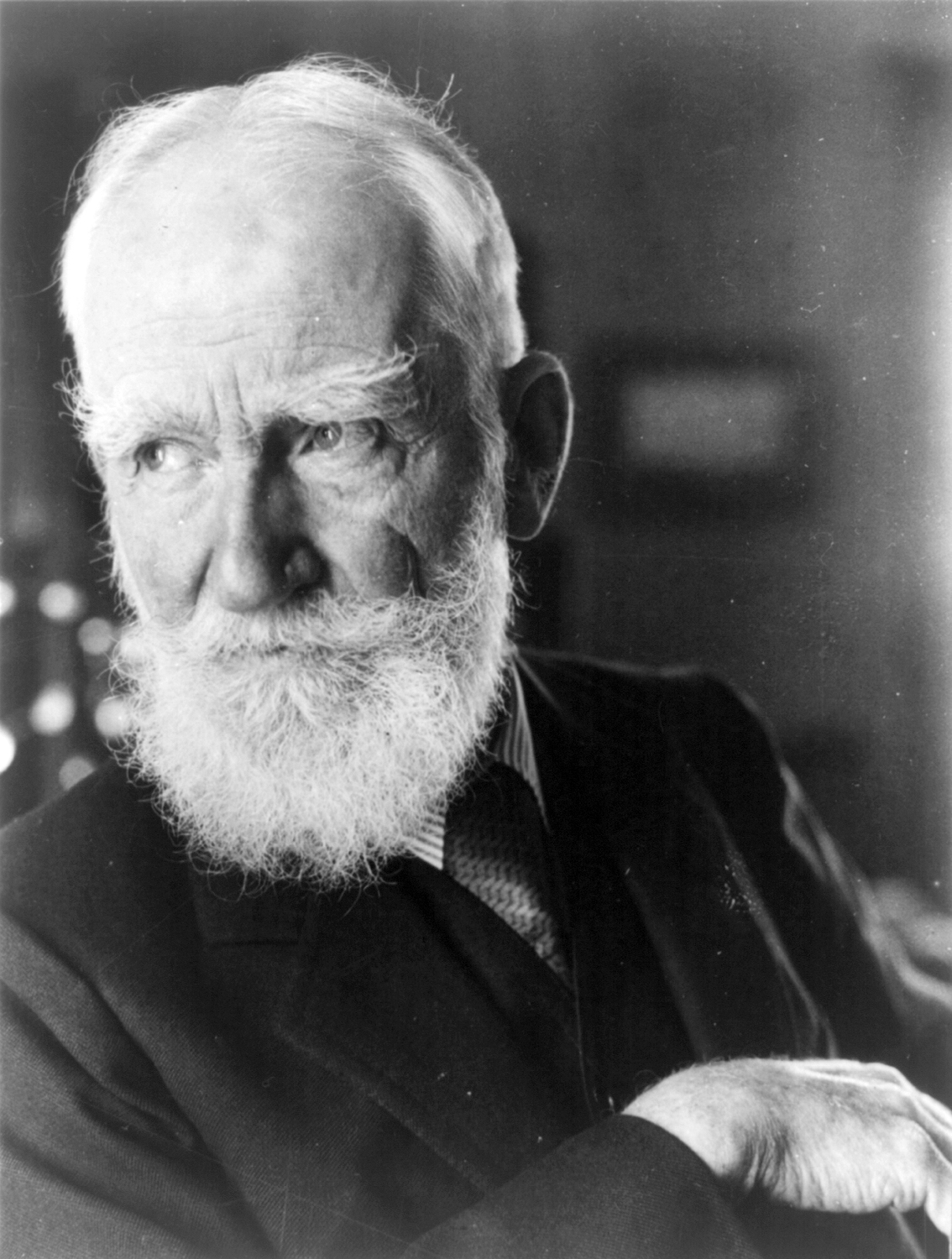
George Bernard Shaw

Nel 1883, il Royal College of Music fu fondato per sostituire la National Training School for Music (NTSM), durata per poco tempo e senza successo. Né la NTSM né la Royal Academy of Music, fondata da più tempo, avevano ottenuto un'adeguata istruzione musicale per suonatori d'orchestra professionisti, visto che nel 1870 si stimava che meno del 10% degli strumentisti professionisti a Londra vi avesse studiato; il fondatore e direttore del college, George Grove, era determinato a far sì che la nuova istituzione riuscisse nel suo scopo. I suoi due principali alleati in quest'impresa furono il violinista Henry Holmes e Stanford. In uno studio sulla fondazione del college, David Wright nota che Stanford aveva due ragioni principali per sostenere l'idea di Grove: la prima era che il suo pensiero che un college decente per suonatori d'orchestra fosse essenziale per dare agli studenti di composizione la possibilità di sperimentare il suono della loro musica; la seconda ragione era il forte contrasto tra la competenza delle orchestre tedesche e l'esecuzione delle loro controparti inglesi. Egli accettò l'offerta di Grove dei posti di professore di composizione e (con Holmes) di direttore dell'orchestra del college. Tenne la cattedra di professore per il resto della sua vita; tra i più conosciuti dei suoi numerosi allievi vi furono Samuel Coleridge-Taylor, Gustav Holst, Ralph Vaughan Williams, John Ireland, Franck Bridge e Arthur Bliss. Tra gli altri studenti di Stanford vi furono Edgar Bainton, Arthur Benjamin, Rutland Boughton, Herbert Brewer, George Butterworth, Rebecca Clarke, Walford Davies, Thomas Dunhill, George Dyson, Ivor Gurney, Herbert Howells, William Hurlstone, Gordon Jacob, Ernest John Moeran, Lloyd Powell, Arthur Somervell, e Charles Wood (che gli successe come professore a Cambridge). Gli allievi di Stanford, noti in seguito come direttori d'orchestra, furono Eugene Aynsley Goossens, Leslie Heward, e Leopold Stokowski.
Stanford non fu mai un maestro indulgente. Egli insisteva sulle esercitazioni individuali e faceva lavorare sodo i suoi allievi. Uno di essi, Herbert Howells, ricorda, "Prendi da parte l'allievo di Stanford che preferisci, e domandagli gli errori nei quali egli temeva maggiormente di essere scoperto dal suo professore. Egli ti risponderà trascuratezza e volgarità. Quando questi andavano nella sua stanza, ne uscivano molto compromessi. Contro il compromesso con materiale o lavoro dubbio Stanford si atteggiava duramente". Un altro allievo, Edgar Bainton, ricordava:

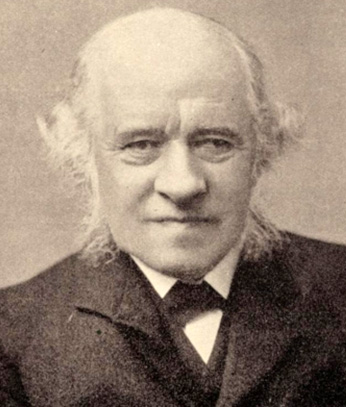
George Grove

Con dispiacere di Stanford, molti dei suoi allievi che raggiunsero la fama come compositori ruppero coi suoi classici insegnamenti ispirati a Brahms, come lui stesso s'era ribellato al conservatorismo di Reinecke. Il compositore George Dyson scrisse: «In un certo senso la vera ribellione che egli combatté era il più ovvio frutto dei suoi metodi. E, in vista di quello che alcuni di quei ribelli hanno da allora raggiunto, si è tentati di meravigliarsi se c'è realmente qualcosa di meglio che un insegnante possa fare per i suoi allievi che guidarli in varie forme di rivoluzione». Le composizioni di alcuni degli allievi di Stanford, inclusi Holst e Vaughan Williams, entrarono nel repertorio generale in Britannia, e in qualche modo anche in altri paesi, a differenza di Stanford. Per molti anni dopo la sua morte, sembrò che la fama più grande di Stanford sarebbe stata quella di insegnante. Tra i suoi risultati all'RCM fu l'istituzione di una classe di opera, con almeno una produzione operistica all'anno. Dal 1885 al 1915 ci furono 32 produzioni, tutte dirette da Stanford.
Nel 1887 Stanford fu nominato professore di musica a Cambridge al posto di Sir George Macfarren, che morì nell'ottobre di quell'anno. Fino ad allora, l'università aveva dato diplomi in musica a candidati che non erano stati studenti a Cambridge; tutto quello che era richiesto era passare gli esami di musica dell'università. Stanford era deciso ad abolire questa pratica, e dopo sei anni persuase le autorità universitarie ad acconsentire. Lo studio di tre anni all'università divenne un prerequisito per accedere alla laurea in musica. Cambridge fu la prima università inglese ad abolire gli esami di musica per i non studenti dell'istituto, ma la pratica continuò in altre università fin nel Novecento. Nel 1914 Malcolm Sargent ricevette una laurea in musica dall'Università di Durham senza neanche studiarvi, visitando Durham soltanto per svolgervi l'esame, e nel 1919 ottenne il dottorato in musica dalla stessa università cogli stessi mezzi.

### Direttore d'orchestra e compositore
Durante gli ultimi decenni dell'Ottocento, gli impegni accademici di Stanford non gli impedirono di comporre e dirigere. Fu nominato direttore del Bach Choir di Londra nel 1885, succedendo al suo direttore e fondatore Otto Goldschmidt; tenne il posto fino al 1902. Hans von Bülow diresse la première tedesca della Sinfonia irlandese di Stanford ad Amburgo nel gennaio 1888, e fu piuttosto impressionato dalla composizione tanto da programmarla anche a Berlino poco dopo. Richter lo diresse a Vienna, e Mahler più tardi a New York. La disponibilità di Mahler a programmare la musica di Stanford non fu ricambiata. Rodmell commenta che, come direttore d'orchestra, Stanford generalmente ignorò le musiche di Mahler, come pure quelle di Debussy, Ravel e Stravinsky. Per il Theatre Royal di Cambridge Stanford compose musica incidentale per le rappresentazioni de Le Eumenidi di Eschilo (1885) e dell'Edipo re di Sofocle (1887). The Times scrisse della prima che «la musica di Stanford è drammaticamente significativa, così come bella in sé stessa. Essa ha inoltre quella qualità così rara tra i compositori moderni – lo stile». In entrambe le musiche Stanford fece uso abbondante di leitmotiv, alla maniera di Wagner; il critico de The Times notò il carattere wagneriano del preludio Edipo.

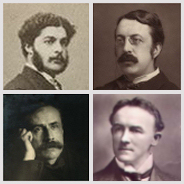
In alto a sinistra Arthur Sullivan, in alto a destra Stanford, in basso a sinistra Edward Elgar, in basso a destra Edward German

Negli anni 1890 George Bernard Shaw, scrivendo collo pseudonimo di "Corno di Bassetto", critico musicale di The World, manifestò sentimenti incerti riguardo a Stanford. Secondo Shaw, il meglio delle composizioni di Stanford mostrava un carattere irlandese disinibito. Il critico mostrò scarsa considerazione nei confronti della solenne musica corale vittoriana dell'autore. Nel luglio 1891, la colonna di Shaw era piena di lodi per la capacità di Stanford per le melodie piene di vita, dichiarando che Richard D'Oyly Carte avrebbe dovuto assumerlo al posto di Sullivan come compositore delle Savoy Opera. Nell'ottobre dello stesso anno, Shaw attaccò l'oratorio Eden di Stanford, raggruppandolo a Parry e Mackenzie come a una società di mutua ammirazione, chiamandoli "classici ciarlatani":

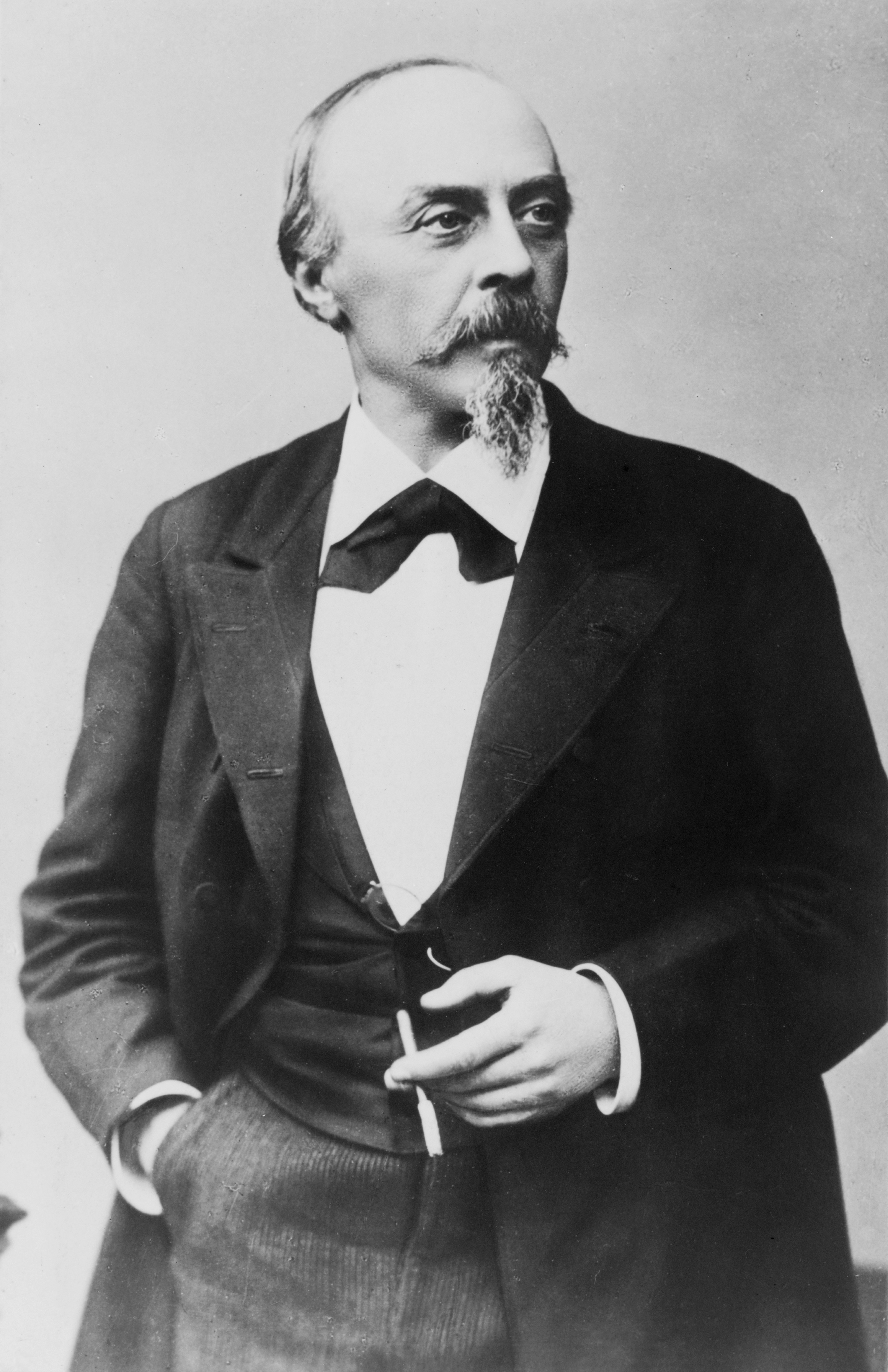
Hans von Bülow

Per Fuller Maitland, il trio di compositori satireggiati da Shaw era il leader della rinascita musicale inglese (sebbene né Stanford né Mackenzie fossero inglesi). Questa opinione persistette in alcuni circoli accademici per molti anni.
Stanford ritornò all'opera nel 1883, con una versione ampiamente revisionata e accorciata di The Veiled Prophet. Esso ebbe la sua première britannica al Covent Garden in luglio. L'amico Fuller Maitland fu, da quella volta, il più importante dei critici de The Times, e la recensione dell'opera fu laudatoria. Secondo Fuller Maitland, The Veiled Prophet era la migliore novità di una stagione operistica che aveva incluso anche i Pagliacci di Ruggero Leoncavallo, Djamileh di Georges Bizet e I Rantzau di Pietro Mascagni. La successiva opera di Stanford fu Shamus O'Brien (1896), un'opera comica basata sul libretto di George H. Jessop. Il direttore fu il giovane Henry Joseph Wood, che ricordò nelle sue memorie che il produttore, Sir Augustus Harris, manovrò per calmare il compositore dittatoriale e per impedirgli di interferire coll'allestimento. Stanford cercò di dare a Wood lezioni di direzione d'orchestra, ma il giovane non ne fu impressionato. L'opera ebbe successo, venendo rappresentata per 82 volte consecutive. Nelle sue memorie Wood afferma che l'opera fu eseguita per più di cento volte, ma il suo biografo, Arthur Jacobs, dà un numero più basso. L'esecuzione iniziò il 2 marzo e terminò il 23 maggio 1896. Quest'opera fu eseguita, tradotta in tedesco, a Breslavia nel 1907; Thomas Beecham lo considerava «un lavoro colorito e vigoroso», e lo riportò sulle scene nella sua stagione di opera comica nel 1910 al His Majesty's Theatre di Londra.
Alla fine del 1894, Grove si ritirò dal Royal College of Music. Parry fu scelto per succedergli e, sebbene Stanford si congratulasse sinceramente coll'amico per la nomina, le loro relazioni presto si deteriorarono. Stanford era conosciuto come un uomo dal temperamento focoso e litigioso. Grove aveva scritto di una riunione del consiglio al Royal College «dove, in qualche modo, lo spirito del diavolo stesso era stato dentro Stanford per tutto il tempo – come succede qualche volta, rendendolo così irascibile, litigioso e contraddittorio come nessun altro può essere! Egli è un compagno rimarchevolmente bravo e abile, pieno di risorse e capacità – senza dubbio – ma bisogna spesso guadagnarselo a un prezzo molto caro». Parry sofferse molto per mano di Stanford, con frequenti litigi, profondamente turbanti per l'ipersensibile Parry. Alcuni dei loro litigi erano causati dalla riluttanza di Stanford ad accettare l'autorità del suo vecchio amico e protetto, ma in altre occasioni Parry provocò seriamente Stanford, particolarmente nel 1895, quando egli ridusse i fondi per le classi orchestrali di Stanford.
Nel 1898 Sullivan, invecchiato e malato, si ritirò da direttore del festival triennale di musica di Leeds, posto che aveva già dal 1880. Egli credeva che il motivo per cui Stanford aveva accettato la direzione della Leeds Philharmonic Society l'anno prima fosse di mettersi in posizione per dirigere il festival. Stanford, più tardi, si sentì obbligato a scrivere a The Times per negare che egli avesse avuto parte in una cospirazione per estromettere Sullivan. Allora si pensava che Sullivan fosse un direttore d'orchestra noioso nel dirigere le musiche degli altri compositori e, sebbene il lavoro di Stanford come direttore d'orchestra non fosse privo di critici, egli fu nominato al posto di Sullivan. Stanford aveva consolidato la sua posizione a Leeds componendo un Te Deum per il festival del 1898; Sullivan, al contrario, aveva irritato il comitato del festival per la sua incapacità di comporre un nuovo pezzo quell'anno. La composizione di Stanford fu lodata dai critici musicali; The Musical Times pensò che fosse di una rinomanza simile a quella del più vecchio Requiem, e rimarcò la sua impressionante combinazione di «sobrietà e intellettualità teutonica con una distinta impressione di sensualità latina». Nonostante ciò non fu il pezzo di Stanford ad attrarre la maggiore attenzione al festival del 1898; quell'attenzione andò al Caractacus di Elgar. Stanford rimase in carica fino al 1910. Le sue composizioni per il festival includevano Songs of the Sea (1904), Stabat Mater (1907) e Songs of the Fleet (1910). Nuovi pezzi di altri compositori presentati a Leeds durante gli anni di permanenza di Stanford in carica inclusero composizioni di Parry, Mackenzie e di sette ex allievi di Stanford: Coleridge-Taylor e Charles Wood (1901); Walford Davies (1904); Brewer, Boughton e Somervell (1907); Vaughan Williams (1910). La nuova composizione più conosciuta dell'epoca di Stanford è probabilmente la Sea Symphony di Vaughan Williams, presentata nel 1910.

### Novecento

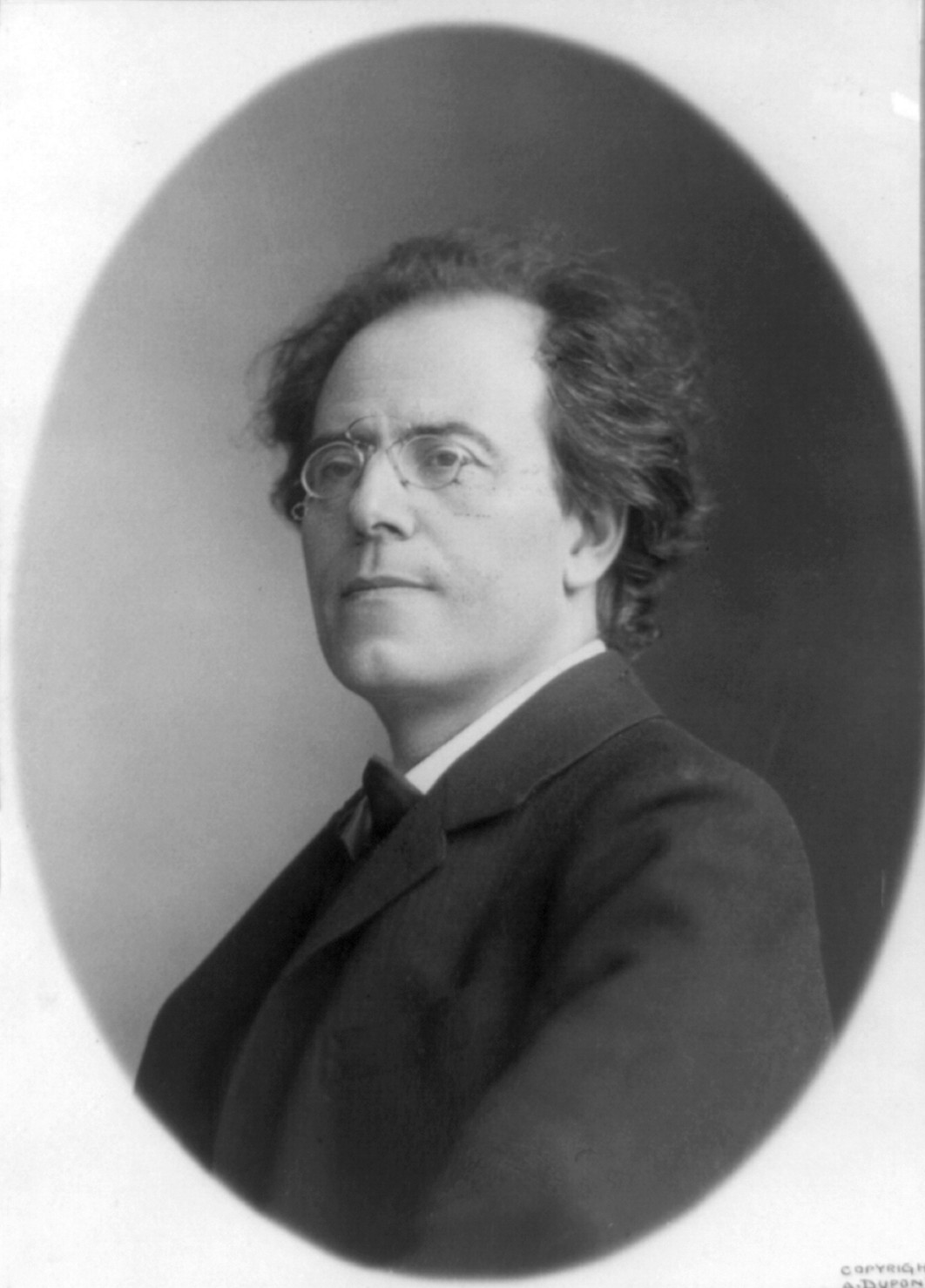
Gustav Mahler

Nel 1901 Stanford ritornò ancora una volta all'opera, con una versione di Much Ado About Nothing, su un libretto di Julian Sturgis che era eccezionalmente fedele all'originale di William Shakespeare. The Guardian commentò: «Neppure nel Falstaff di Arrigo Boito e Giuseppe Verdi sono stati conservati più diligentemente lo charm caratteristico e l'individualità matura e pungente della commedia originale".
Nonostante il successo per l'opera alla Royal Opera House, Covent Garden di Londra diretta da Luigi Mancinelli con Suzanne Adams, la stella di Stanford si stava spegnendo. Negli anni 1900, la sua musica fu eclissata da quella di un compositore più giovane, Edward Elgar. Nelle parole del critico musicale Robert Anderson, Stanford «ebbe il suo momento di gloria con la fama continentale negli ultimi decenni dell'Ottocento, ma poi Elgar lo batté». Quando Elgar stava combattendo per farsi conoscere, negli anni 1890, Stanford aveva sostenuto il suo collega più giovane, dirigendo la sua musica, proponendolo per un dottorato a Cambridge e suggerendolo per diventare socio di un esclusivo club di Londra, l'Athenaeum. Egli fu, comunque, eliminato quando il successo di Elgar in patria e all'estero oscurò il suo, con Richard Strauss (che Stanford detestava) che lodava Elgar come il principale compositore inglese moderno. Quando Elgar fu nominato professore di musica all'Università di Birmingham, nel 1904, Stanford gli scrisse una lettera che egli trovò odiosa; la lettera non sopravvisse, quindi non si sa cosa abbia scritto Stanford di così irritante per Elgar. Quest'ultimo contraccambiò nella sua conferenza inaugurale con osservazioni sui compositori di rapsodie, viste generalmente come volte a denigrare Stanford. Stanford, più tardi, contrattaccò nel suo libro A History of Music scrivendo di Elgar: «Tagliato fuori dai suoi contemporanei dalla sua religione e dal suo desiderio di regolare istruzione accademica, fu così fortunato da entrare in campo e trovare l'aratura preliminare già fatta».
Sebbene amaramente, essendo tagliato fuori, Stanford continuò a comporre. Tra la fine del secolo e lo scoppio della prima guerra mondiale (1914), le sue nuove composizioni inclusero un concerto per violino (1901), un concerto per clarinetto (1902), una sesta e una settima (e ultima) sinfonia (1906 e 1911) e il suo secondo concerto per pianoforte (1911). Nel 1916 scrisse la sua penultima opera, The Critic, un adattamento della commedia di Richard Brinsley Sheridan dallo stesso titolo, col testo originale lasciato pressoché intatto dal librettista, Lewis Cairns James. Il pezzo fu ben ricevuto alla première allo Shaftesbury Theatre di Londra, e fu ripreso più tardi, nello stesso anno, da Beecham, che lo allestì a Manchester e Londra.

### Ultimi anni e morte

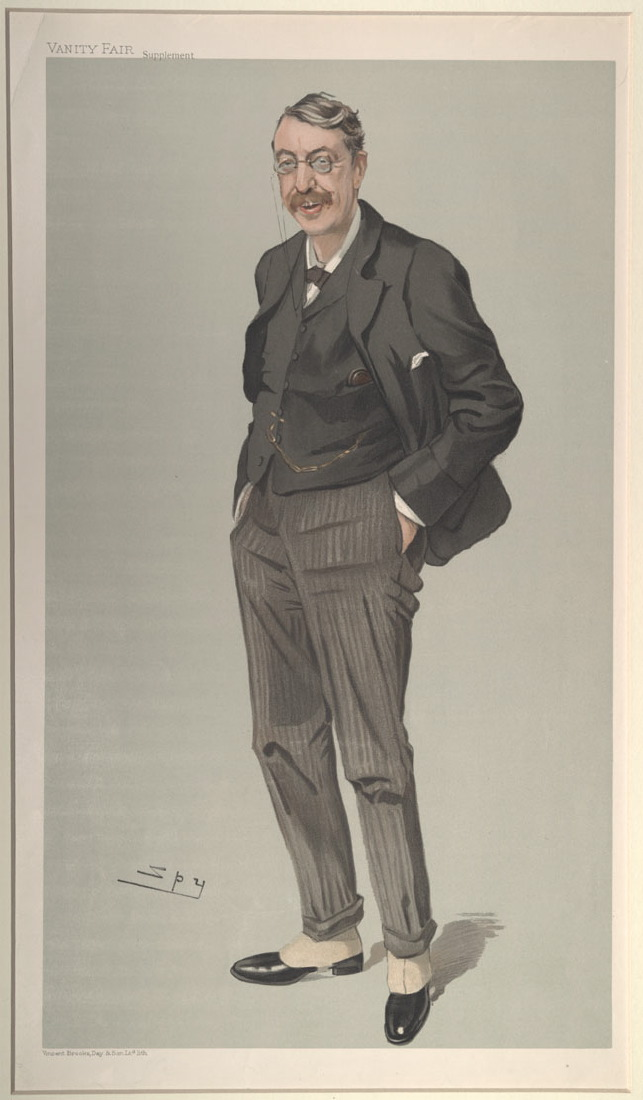
Caricatura di Charles Villiers Stanford di Leslie Ward, Vanity Fair, 1905

La prima guerra mondiale ebbe un pesante effetto su Stanford. Essendo spaventato dai raid aerei, dovette spostarsi a Windsor per evitarli. Molti dei suoi antichi allievi furono vittime dei combattimenti, inclusi Arthur Bliss (ferito), Ivor Gurney (gasato) e George Butterworth (ucciso). L'annuale produzione operistica RCM, che Stanford aveva supervisionato e diretto ogni anno dal 1885, dovette essere soppressa. Le sue entrate diminuirono, mentre la riduzione del numero di studenti al College fece calare la domanda per i suoi servizi. Dopo un serio disaccordo alla fine del 1916, la sua relazione con Parry si deteriorò fino a diventare inimicizia. La magnanimità di Stanford, comunque, si mise in luce quando Parry morì, due anni dopo, e Stanford successivamente esercitò pressioni affinché fosse sepolto nella Cattedrale di San Paolo di Londra.
Dopo la guerra, Stanford lasciò la maggior parte della direzione dell'orchestra RCM ad Adrian Boult, ma continuò a insegnare al College. Egli diede occasionalmente conferenze, inclusa una su «Alcune recenti tendenze nella composizione», nel gennaio 1921, che era bellicosamente ostile alla maggior parte della musica della generazione dopo la sua. La sua ultima apparizione pubblica fu il 5 marzo 1921, dirigendo la Royal Choral Society nella sua nuova cantata At the Abbey Gate. Le recensioni furono gentili ma senza entusiasmo. The Times disse: «Noi non riuscimmo a sentire che la musica avesse abbastanza emozione». The Observer lo considerò «abbastanza attraente, anche se si pensa che sia più facile che potente».
Nel settembre 1922, Stanford completò la sesta Rapsodia irlandese, il suo ultimo pezzo. Due settimane dopo festeggiò il suo settantesimo compleanno; dopodiché la sua salute declinò. Il 17 marzo 1924 ebbe un ictus e il 29 marzo morì nella sua casa di Londra, lasciando la moglie e sei figli. Fu cremato al Golders Green Crematorium il 2 aprile e le sue ceneri furono sepolte all'Abbazia di Westminster il giorno dopo. L'orchestra del Royal College of Music, diretta da Boult, suonò musica di Stanford, finendo il servizio con una marcia funebre che egli aveva scritto per il Becket di Tennyson nel 1893. La tomba è nella navata laterale del coro settentrionale dell'abbazia, vicino alla tomba di Henry Purcell, John Blow e William Sterndale Bennett. The Times scrisse: «l'unione della musica di Stanford con quella dei suoi grandi predecessori mostrava quanto completamente, come compositore, egli apparteneva alla loro linea».
L'ultima opera di Stanford, The Travelling Companion, composta durante la guerra, fu eseguita per la prima volta da artisti dilettanti al David Lewis Theatre di Liverpool nel 1925 con un'orchestra ridotta. La composizione fu eseguita completa a Bristol nel 1928 e al Sadler's Wells Theatre di Londra nel 1935.

### Riconoscimenti

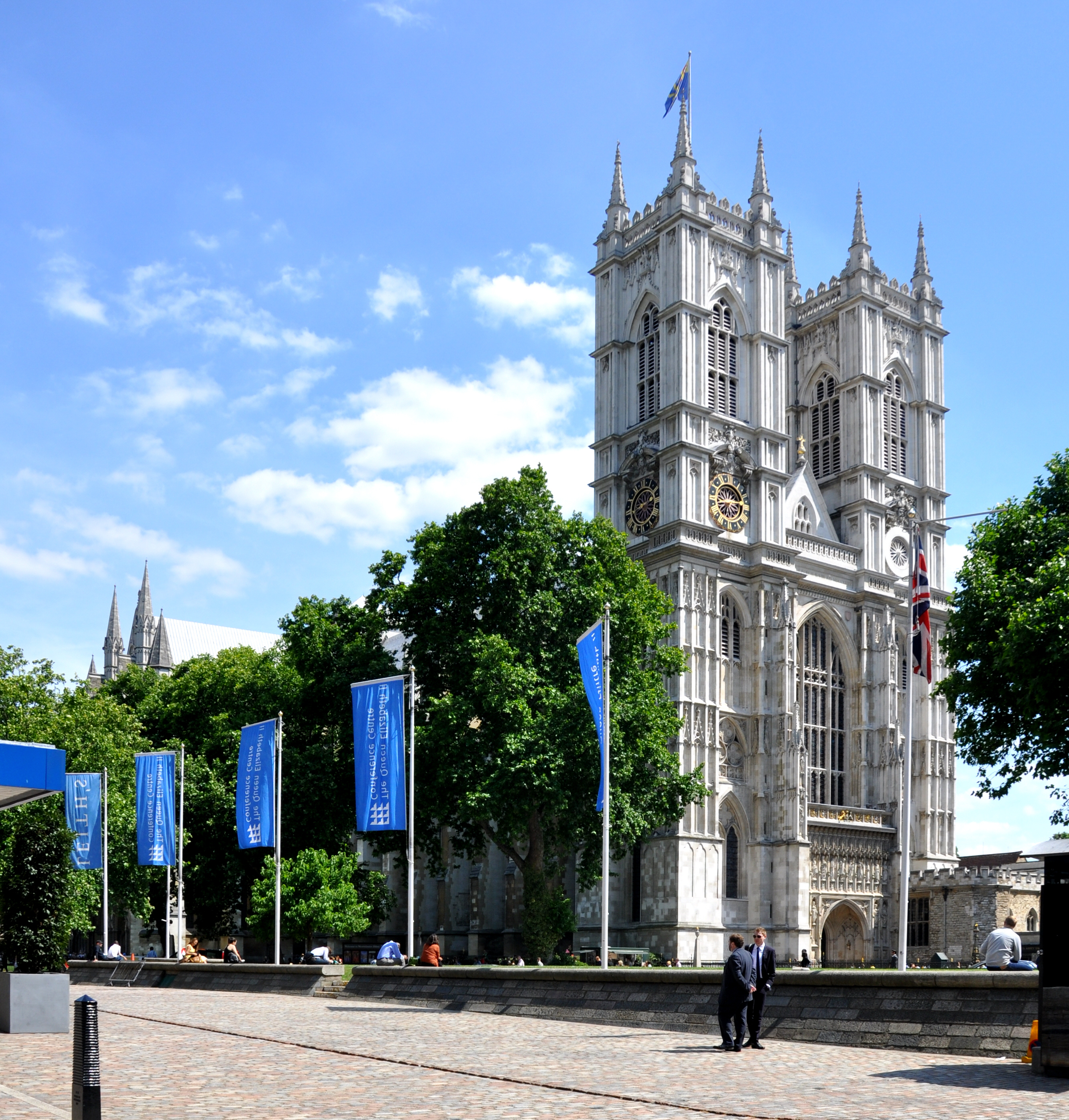
L'Abbazia di Westminster, dove è situata la tomba di Stanford

Stanford ricevette molte onorificenze, incluse lauree ad honorem da Oxford (1883), Cambridge (1888), Durham (1894), Leeds (1904) e Trinity College di Dublino (1921). Fu nominato cavaliere nel 1902 e nel 1904 fu eletto membro della Royal Academy of Arts di Berlino.

## Composizioni
(Ralph Vaughan Williams)
Stanford compose circa duecento opere, incluse sette sinfonie, circa quaranta lavori corali, nove opere, undici concerti e ventotto lavori da camera come canzoni, pezzi per pianoforte, musiche occasionali e lavori per organi. Egli distrusse la maggior parte delle sue prime composizioni; il più antico dei lavori che scelse per includerlo nel suo catalogo risale al 1875.
Nella sua carriera di compositore, la maestria tecnica di Stanford fu raramente in dubbio. Il compositore Edgar Bainton disse di lui: «Qualunque opinione possa essere tenuta riguardo alla musica di Stanford, ed esse sono molte e varie, penso che si sia sempre riconosciuto che egli fosse padrone dei mezzi. Qualsiasi cosa gli passasse per le mani aveva sempre successo». Il giorno della morte di Stanford un antico allievo, Gustav Holst, disse a un altro, Herbert Howells, che «l'unico uomo che poteva tirarci fuori da un guaio tecnico ora se n'è andato da noi».
Dopo la morte di Stanford la maggior parte della sua musica fu presto dimenticata, coll'eccezione delle sue musiche religiose. I suoi Stabat Mater e Requiem mantennero il loro posto nel repertorio corale, il secondo sostenuto da Sir Thomas Beecham. Le due serie di canzoni marine di Stanford e la canzone The Blue Bird erano ancora eseguite di tanto in tanto, ma persino la sua opera più popolare, Shamus O'Brien, venne a sembrare vecchia, col suo vocabolario «da teatro irlandese». Comunque, nel suo studio del 2002 su Stanford, Dibble scrive che la sua musica sempre più disponibile in disco, se non in esecuzioni dal vivo, ha ancora il potere di sorprendere. Nella visione di Dibble, il frequente rimprovero che Stanford è un «Brahms annacquato» fu smentito una volta che le sinfonie e i concerti, molta della musica da camera e molte delle canzoni divennero disponibili per essere rivalutati quando furono registrati su cd. Nel 2002, lo studio di Rodmell su Stanford includeva una discografia ammontante a sedici pagine.
Il criticismo spesso fatto della musica di Stanford da scrittori da Shaw in poi è che la sua musica manchi di passione. Shaw lodava "Stanford il Celta" e aborriva "Stanford il Professore", che teneva a freno le emozioni del Celta. Nella musica religiosa di Stanford il critico Nicolas Temperley trova «un'esperienza artistica pienamente soddisfacente, ma che forse è carente di un impulso religioso profondamente sentito». Nelle sue opere e altrove, Grove, Parry e commentatori successivi trovarono musica che dovrebbe trasmettere e romanticismo, ma che manca di farlo. Come Parry, Stanford si sforzò di essere serio e la sua vena competitiva lo portò a emulare Sullivan non nell'opera comica, per la quale Stanford aveva un reale talento, ma nell'oratorio, nel quale Rodmell afferma perentoriamente che «solo occasionalmente univa dignità con potere o profondità».

### Lavori per orchestra

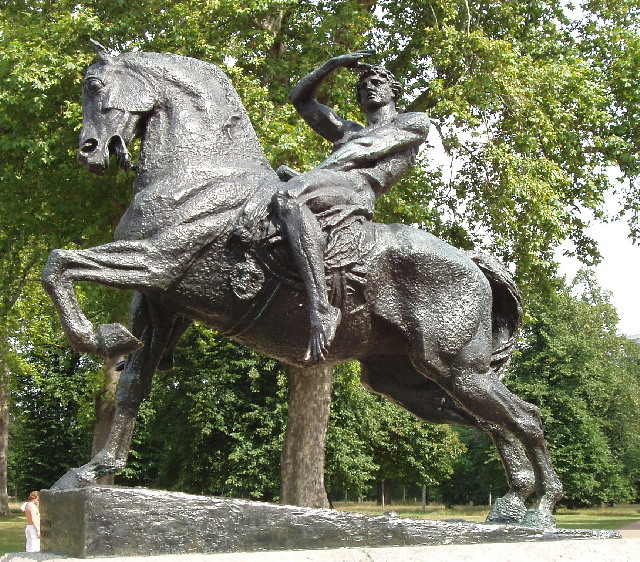
"Physical Energy" di Watts, una delle fonti di ispirazione per la Sesta sinfonia di Stanford

Richard Whitehouse scrive che le sette sinfonie di Stanford mostrano sia la forza sia i limiti della sua musica, mostrando «un rigore compositivo e competenza mostrata solo dal suo più anziano contemporaneo Charles Parry, mentre sembra contento di restar ben nell'ambito stilistico di Mendelssohn, Schumann e Brahms». Whitehouse commenta che, sebbene la costruzione sinfonica di Stanford sia convenzionale, «un approccio spesso acuto alle forme dei movimenti e all'orchestrazione piena di risorse rende le sue sinfonie degne di essere esplorate».
Le prime due sinfonie di Stanford (1876 e 1879) non furono pubblicate e furono escluse dal catalogo delle sue composizioni. La terza sinfonia in Fa minore, conosciuta come l'Irlandese, fu eseguita per la prima volta nel 1887 (Arthur Sullivan scrisse una sinfonia, generalmente conosciuta come l'Irlandese nel 1866, ma non le aveva mai dato ufficialmente questo nome; secondo Porte egli disse che, «dopo la sinfonia scozzese di Mendelssohn, non gli sarebbe piaciuto intitolare il proprio lavoro nello stesso stile, ma che, se avesse saputo che Stanford stava per pubblicare una sinfonia intitolata l'Irlandese, avrebbe rinunciato alla sua umiltà e chiamato così la sua»). Essa fu la più popolare delle sinfonie di Stanford durante la sua vita. Nel suo studio riguardante le composizioni di Stanford, John Porte si riferisce a esse come «piene dello spirito e delle melodie del suo paese … con le sue espressioni contrastanti di allegria e di triste bellezza». In questo, come in molti altri dei suoi lavori, Stanford incorporò le genuine arie folkloristiche irlandesi. Come Parry e Mackenzie, ma non come Sullivan ed Elgar, Stanford apprezzò e rispettò le melodie folkloristiche. Stanford generalmente evitò la musica a programma, ma la sua Sesta sinfonia, composta in memoria di George Frederic Watts, fu, come riconosciuto da Stanford, ispirata dalle sculture e dai dipinti di Watts.
Delle altre composizioni per orchestra di Stanford, le sue sei Rapsodie irlandesi sono state tutte scritte nel Novecento, la prima nel 1901 e l'ultima l'anno prima della sua morte. Due della serie richiedono strumenti solisti oltre all'orchestra: la terza (violoncello) e la sesta (violino). Secondo Dibble, alcune delle composizioni concertanti di Stanford, come il Primo concerto per pianoforte (1894) e il Concerto per violino (1899) sono, nella loro orchestrazione e nel loro lirismo, uguali alla tradizione di Mendelssohn e Brahms, ai quali la musica di Stanford è stata spesso paragonata.

### Musica da camera
La musica da camera di Stanford, che, come nota Dibble, anche Shaw lodava, non è entrata nel repertorio abituale, ma è comunque abbastanza eseguita. Dibble predilige i Tre intermezzi per clarinetto e pianoforte (1879), la Serenata per 9 strumenti (1905) e la Sonata per clarinetto (1911) col suo toccante lamento. Scrivendo del Primo quintetto per archi, Porte lo chiama «una sorta di lavoro sonoro che scalda il cuore, costruito su linee piuttosto classiche», e nota che «il carattere e la costruzione sono tipiche del compositore». Porte commenta similmente altri lavori da camera, incluso il Secondo trio per pianoforte: «Questo è un tipico lavoro stanfordiano. Esso è composto sonoramente, classico in apparenza, e contiene molti passaggi di una freschezza espressiva e, in un certo modo, piuttosto poetica. Non ci sono caratteristiche molto speciali da notare, ma la composizione è una di quelle che presentano una voce utile e interessante».

### Musica religiosa
La generale indifferenza verso la musica di Stanford negli anni dopo la sua morte non si estese ai suoi lavori ecclesiastici. In Music in Britain, uno dei pochi libri a occuparsi della musica di Staford dettagliatamente, Nicolas Temperley scrive che ciò è dovuto a Stanford che, colla sua musica, permise agli arrangiamenti dei servizi della chiesa anglicana di riguadagnare il loro «posto importante in aggiunta all'anthem come oggetto degno di invenzione artistica». Vaughan Williams classificò lo Stabat Mater come una delle composizioni di Stanford di «imperitura bellezza». Secondo Temperley, i servizi di Stanford in La maggiore (1880), Fa maggiore (1889) e Do maggiore (1909) sono le aggiunte più importanti e durevoli di quegli anni al repertorio della cattedrale. Come nei concerti, la musica di Stanford è dominata dalla melodia. La voce bassa, secondo Rodmell, è sempre importante, ma secondaria, e qualsiasi cosa tra le due voci era considerata "insignificante".

### Opere teatrali
In una rassegna delle opere di Stanford del 1981, il critico Nigel Burton scrive che Shamus O'Brien manca di buone melodie, e che l'unico tema memorabile in esso contenuto non è originale ma è tratto da una canzone popolare inglese, The Glory of the West. Burton mostra considerazione ancora più scarsa di The Critic, che descrive come «un'Ariadne auf Naxos di un pover'uomo». Dibble apprezza molto di più The Critic, considerando che essa sia una delle due migliori opere di Stanford. Nel 1921, Porte scrisse che essa contiene musica «rimarchevolmente fresca, melodiosa e completamente individuale nel carattere e nell'aspetto. La scrittura vocale e strumentale è fatta con esperta perizia». Burton loda Much Ado About Nothing, ritenendo che essa contenga alcune tra le migliori pagine scritte da Stanford per il teatro. Egli giudica l'ultima delle opere del compositore, The Travelling Companion, come il suo miglior risultato operistico, sebbene Burton attribuisca buona parte del suo fascino alla storia, presa da Hans Christian Andersen e brillantemente adattata da Henry Newbolt. Porte scrive che la musica è spesso solenne, romantica e, curiosamente, di grande effetto.

## Registrazioni
Sebbene la maggior parte della musica di Stanford sia stata trascurata nei concerti, molta è stata registrata. Sono stati registrati completi cicli delle sue opere da Chandos Records e Naxos Records, con direttori di orchestra Vernon Handley e David Lloyd-Jones. Altre registrazioni di lavori per orchestra comprendono le sei Rapsodie Irlandesi, il Concerto per clarinetto, il secondo Concerto per pianoforte e il secondo Concerto per violino. Anche molta della musica religiosa di Stanford fu registrata. Nella sua discografia del 2002, Rodmell elenca quattordici versioni delle sue Messe in Si bemolle, così come ci sono molte versioni delle sue Messe in La, Fa e Do, dei tre mottetti (Op. 38) e dell'adattamento del The Lord Is My Shepherd. Canzoni profane registrate da numerosi artisti, inclusa La Belle Dame Sans Merci (basato sull'omonima ballata), eseguita, tra gli altri, da Janet Baker, An Irish Idyll, tra i cui interpreti c'è stata Kathleen Ferrier, e Songs of the Sea in registrazioni di cantanti come Thomas Allen. Tra le musiche da camera registrate più volte ci sono i Tre intermezzi per clarinetto e pianoforte e la Sonata per clarinetto. La discografia di Rodmell non elenca alcuna delle opere di Stanford.

## Opere
- (EN) Charles Villiers Stanford, Pages from an Unwritten Diary, Londra, Edward Arnold, 1914, OCLC 4092488.
- (EN) Charles Villiers Stanford, Studies and Memories, Londra, Archibald Constable and Co., 1908, OCLC 855469.

### Approfondimenti
- (GA) Liam Mac Cóil, An Chláirseach agus an Choróin – Seacht gCeolsiansa Stanford, Indreabhán, Leabhar Breac, 2010, ISBN 0-89833-245-1.
- (EN) Harry Plunket Greene, Charles Villiers Stanford, Londra, Edward Arnold, 1935, OCLC 4994059.